# Hattonville (Meuse)
Pour les articles homonymes, voir Hattonville.
Hattonville est un village du département de la Meuse faisant partie de la commune de Vigneulles-lès-Hattonchâtel. Jusqu'au 1er mars 1973, date de son rattachement à Vigneulles-lès-Hattonchâtel, Hattonville était une commune indépendante.

## Toponymie
Anciennes mentions : Hadonville en 1700, Hattonis-villa en 1738, Hattonville en 1793.

## Histoire
Ce village faisait partie du barrois non mouvant dans le bailliage de Saint-Mihiel.
Pendant la première Guerre mondiale, Hattonville est occupé par les troupes allemandes et délivré par l'offensive américaine de septembre 1918.
Le 1er mars 1973, la commune d'Hattonville est rattachée à celle de Vigneulles-lès-Hattonchâtel sous le régime de la fusion-association.

## Politique et administration
| Période                                  | Période  | Identité             | Étiquette | Qualité |
| ---------------------------------------- | -------- | -------------------- | --------- | ------- |
| 2014                                     | En cours | Jean-Marc Baltzinger |           |         |
| Les données manquantes sont à compléter. |          |                      |           |         |

## Démographie
| 1886 | 1896 | 1906 | 1926 | 1936 | 1946 | 1954 | 1962 | 1968 |
| ---- | ---- | ---- | ---- | ---- | ---- | ---- | ---- | ---- |
| 362  | 311  | 300  | 177  | 170  | 170  | 152  | 132  | 112  |

## Culture locale et patrimoine

### Lieux et monuments
- Église Saint-Sébastien, construite en 1830

### Héraldique
| Blason de Hattonville | Blason  | Écartelé au I et au IV de sable à la croix d'argent, au II et au III d'azur à six annelets d'argent disposés 3, 2, 1. |
| Blason de Hattonville | Détails | Ce blason reprend les armes des anciens seigneurs d'Hattonville. Le statut officiel du blason reste à déterminer.     |

## Divers
- Depuis 1981, à Hattonville, est localisé le Verger conservatoire Prunes et Mirabelles de Lorraine, géré par l'A.R.E.F.E[5]. dans le but de sauvegarder le patrimoine local de mirabelles et prunes[6].